# 塔拉索夫斯基區

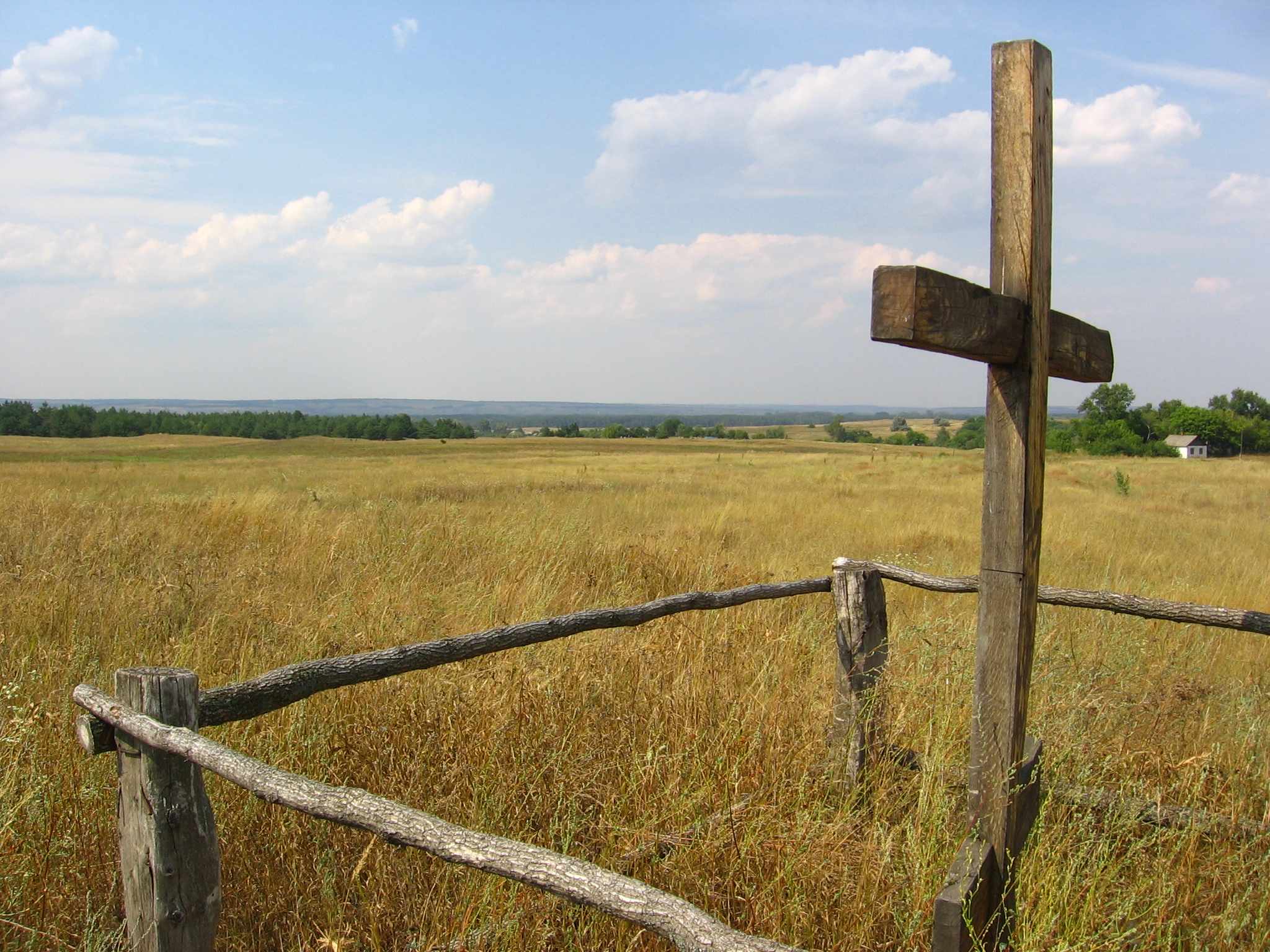

48°43′45″N 40°21′49″E / 48.72917°N 40.36361°E
塔拉索夫斯基區（俄語：Тара́совский райо́н）是俄羅斯的一個區，位於該國西南部，由羅斯托夫州負責管轄，面積2,767.47平方公里，2010年人口29,802，人口密度每平方公里10.77人。